# Cabassous
Cabassous je rod tzv. „holoocasých pásovců“ z čeledi pláštníkovití (Chlamyphoridae). Areál rozšíření těchto chudozubých savců se táhne od jižního Mexika přes Střední Ameriku a severní oblasti Jižní Ameriky na východ od And až na jih do Uruguaye a severní Argentiny.

## Popis

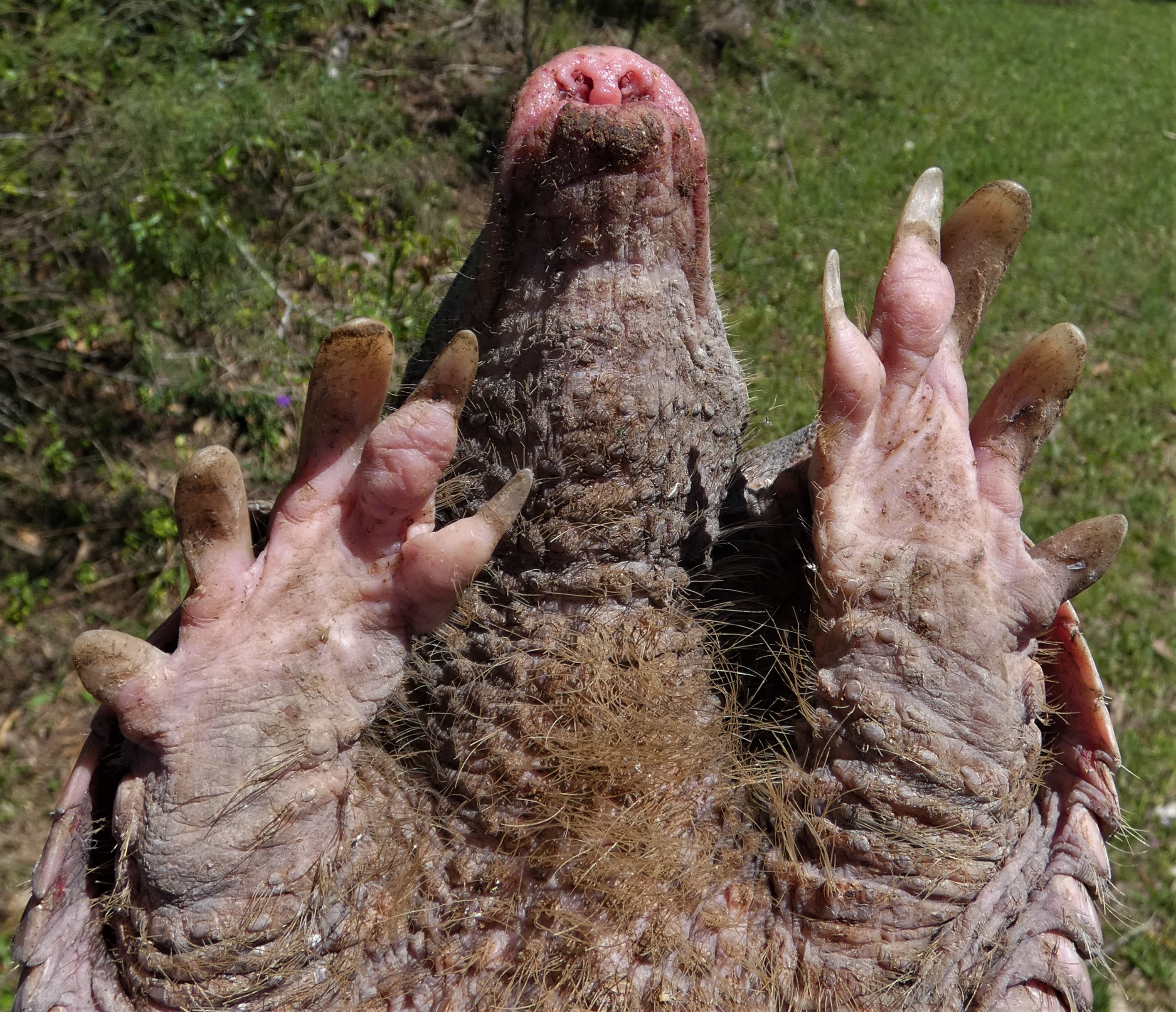
Detail čumáku a předních končetin pásovce dlouhouchého

Jedná se o středně velké pásovce o rozměrech těla mezi 30–49 cm a délkou ocasu 9–20 cm. Hmotnost se pohybuje v rozmezí 1,2 kg–6,4 kg. Nejmenším druhem je pásovec krátkouchý, největším je pásovec dlouhouchý. Tunelovité uši jsou poměrně velké, čumák je široký a krátký. Hřbetní štítky krunýře jsou uspořádány v příčných řadách po celé délce. Barva krunýře je tmavě hnědá až černá, při spodní hraně je přítomen nažloutlý pás. Střední část krunýře tvoří 10–13 pohyblivých pásů, což je vůbec nejvyšší počet z celé čeledi pláštníkovitých. Přední končetiny mají 5 drápů, z nichž prostřední dráp je široký a srpovitý. Zvláštní ocas je štíhlý a buďto zcela postrádá oštítění, nebo má malé a tenké štítky v širokých rozestupech. Zástupci rodu Cabassous bývají někdy zaměňováni za nedospělé, úzce příbuzné pásovce velké, od nichž se liší právě nedostatečným oštítěním ocasu, který je u pásovce velkého pokryt hustou změtí natěsno umístěných štítků.

## Biologie a chování
Zástupci rodu obývají různá stanoviště, jako jsou travnaté otevřené habitaty, polopouště i vlhké nížinaté a kopcovité lesy. Žijí samotářsky, v době rozmnožování se mohou sdružovat do menších skupinek. Jedná se o norově žijící živočichy, kteří si často a umě vyhrabávají nory, které zřídka využívají znovu. Je dokonce možné, že pokaždé, když jsou připraveni k odpočinku, si vyhrabou novou noru. Při chůzi se přední končetiny dotýkají země jen s pomocí drápů. Živí se převážně jako myrmekofágové, čili mravenci a termity. Ty vyhrabávají z pod kořenů a pařezů, k čemuž se jim dobře hodí srpovité drápy na prostředníčcíh předních končetin, kterými hravě přesekávají menší kořínky. Kořist samotnou nabírají dlouhým srpovitým jazykem.

## Systematika
Za formální autoritu druhu se považuje zoolog Henry McMurtrie (1793–1865), který rok formálně vytyčil v roce 1831. Do rodu se řadí následující druhy pásovců:
| Obrázek | Vědecké jméno | Běžné jméno            | Výskyt                                                                                 |
| ------- | ------------- | ---------------------- | -------------------------------------------------------------------------------------- |
|         | C. centralis  | Pásovec středoamerický | od jižního Mexika po západní Kolumbii, severozápadní Ekvádor a severozápadní Venezuelu |
|         | C. chacoensis | Pásovec krátkouchý     | Gran Chaco západního Paraguaye a středoseverní Argentiny                               |
|         | C. tatouay    | Pásovec dlouhouchý     | jižní Brazílie, východní Paraguay, východní Uruguay a severovýchodní Argentina         |
|         | C. unicinctus | Pásovec jedenáctipásý  | sever Jižní Ameriky na výhod od And na jih do jižní Brazílie a severního Paraguaye     |

Rod Cabassous bývá spolu s rody Priodontes a Tolypeutes řazen do podčeledi Tolypeutinae. Cabassous a Priodontes přitom utváří tribus Priodontini. Fylogenetické vztahy v podčeledi Tolypeutinae je nezvykle komplikované rozklíčovat. Genetická studie z roku 2015 považuje za bazálního zástupce rodu Cabassous pásovce dlouhouchého (C. tatouay), který se podle výsledků studie vydělil před 11 miliony lety, načež následoval pásovec krátkouchý (C. chacoensis) před 9 miliony lety. Pásovec jedenáctipásý (C. unicinctus) a středoamerický (C. centralis) se měli od sebe vydělit teprve před 2 miliony lety. Jejich vzájemné vztahy znázorňuje následující fylogenetický strom:
|  | C. chacoensis                                                  |
|  |                                                                |
|  | \| \| C. centralis \| \| \| \| \| \| C. unicinctus \| \| \| \| |
|  |                                                                |
|  | C. centralis                                                   |
|  |                                                                |
|  | C. unicinctus                                                  |
|  |                                                                |

|  | C. centralis  |
|  |               |
|  | C. unicinctus |
|  |               |

|  | C. chacoensis                                                  |
|  |                                                                |
|  | \| \| C. centralis \| \| \| \| \| \| C. unicinctus \| \| \| \| |
|  |                                                                |
|  | C. centralis                                                   |
|  |                                                                |
|  | C. unicinctus                                                  |
|  |                                                                |

|  | C. centralis  |
|  |               |
|  | C. unicinctus |
|  |               |